# Felix Iusupov
Felix Felixovitch Iusupov, Conde Sumarokov-Elston (em russo:  Фéликс Фéликсович Юсýпов, граф Сумароков-Эльстон, transl. Felix Felixovitch Iusupov, graf Sumarokov-Elston; em francês:  Felix Youssoupoff; São Petersburgo, 23 de março de 1887 – Paris, 27 de setembro de 1967), ficou conhecido principalmente por ter participado no assassinato do místico russo Gregório Rasputine, um camponês siberiano que dizia conseguir curar o filho do czar Nicolau II, que sofria de hemofilia e pelo seu envolvimento amoroso com o grão-duque Demétrio Pavlovich da Rússia.
Casou com a princesa Irina Alexandrovna, sobrinha do czar, de quem teve uma filha.

## Biografia

### Família e vida
Felix Iusupov nasceu em São Petersburgo, no Império Russo. A família da sua mãe, os Iusupov, eram de origem tártara e fabulosamente ricos. A família Iusupov adquiriu a sua fortuna ao longo de várias gerações através de arrendamento de extensas terras na Sibéria e do grande número de minas produtivas que possuíam, bem como através do negócio de peles. Para que o nome Iusupov não desaparecesse, o pai de Felix, o conde Felix Felixovitch de Sumarokov-Elston (1856-1928), (governador-geral de Moscovo entre 1914 e 1915) adoptou o apelido da sua esposa, a princesa Zenaida Nikolaevna Iusupova (1861-1939), quando se casaram em 1882 em São Petersburgo. 

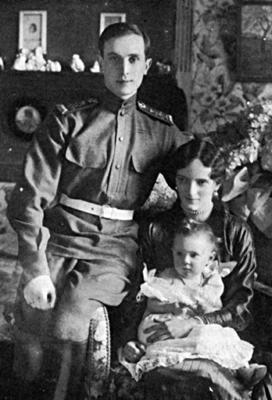
Felix com a esposa Irina e a filha

Felix tornou-se herdeiro legítimo da fortuna quando o seu irmão mais velho, Nikolai, nascido em 1883, foi morto num duelo no dia 22 de junho de 1908. Depois de se aconselhar junto da sua família sobre a melhor forma de administrar o dinheiro e propriedades, chegou à conclusão de que o melhor a fazer era dedicar o seu tempo e dinheiro a ajudar trabalhos de caridade e os pobres.
Durante grande parte da sua juventude, Felix viveu um estilo de vida espalhafatoso que descreveu na sua autobiografia publicada quando estava em exílio. Segundo as suas próprias palavras, passava as suas noites com bandas ciganas e gostava de vestir roupas de mulher, um hábito introduzido pela sua mãe que, desgostosa por não ter tido uma menina, o vestiu de forma feminina durante toda a sua infância. Além disso manteve casos amorosos escandalosos tanto com mulheres como com homens, incluindo o grão-duque Demétrio Pavlovich, primo do czar.
Entre 1909 e 1912, estudou na Universidade de Oxford em Inglaterra, onde estabeleceu a Sociedade Russa da Universidade de Oxford. Casou-se com a princesa Irina Alexandrovna, neta do czar Alexandre III e sobrinha de Nicolau II, no dia 22 de fevereiro de 1914 no Palácio de Anitchkov em São Petersburgo. A união teve muito sucesso e o casal foi feliz até ao final. Tiveram uma filha, a quem chamaram Irina.

### Assassinato de Rasputin e vida no exílio
Foi no Palácio de Moika, pertencente à família Iusupov, que Felix, o grão-duque Demétrio Pavlovich e outros nobres russos assassinaram Grigori Rasputin na noite de 16 para 17 de dezembro de 1916. Apesar de o terem assassinado, alvejado e agredido violentamente com uma barra de ferro, os conspiradores tiveram de o atar, transportar de carro por toda a cidade de São Petersburgo e, finalmente, atirá-lo para as águas gélidas do rio Neva para o conseguir matar. O assassinato de Rasputin não impediu a Revolução Russa de 1917 e Iusupov foi condenado a uma prisão domiciliária virtual pelo czar, passando a viver com a esposa e filha nos montes Urais.
Após a abdicação de Nicolau II em março de 1917, os Iusupov regressaram ao Palácio de Moika para recolher alguns pertences antes de se juntarem à família de Irina na Crimeia. Mais tarde Felix regressou ao palácio sozinho para recuperar joias e dois quadros de Rembrandt que vendeu para ajudar a sustentar a sua família em exílio.
Da Crimeia a família embarcou no navio britânico de guerra HMS Marlborough, que os levou a eles e a outros Romanov de Ialta para Malta. A partir daí o casal viajou para a Itália e depois para Paris, França. Na Itália, devido à falta de passes, Iusupov teve de subornar os oficiais com diamantes.
Em Paris a família ficou durante algum tempo no Hotel Vendôme, antes de ir para Londres. Em 1920, regressaram a Paris e compraram uma casa na Rue Guttenberg em Boulogna-sur-Seine onde viveram grande parte das suas vidas. Felix e Irina abriram uma boutique de curta duração na capital chamada "IrFe" (as duas primeiras letras de cada um dos seus nomes) e ficaram bem vistos aos olhos da comunidade refugiada russa pela sua generosidade. 
Apesar de terem perdido grande parte da fortuna após a revolução, a família continuou a viver com o estilo de vida ostensivo a que estava habituada, o que resultou na extinção definitiva da famosa fortuna Iusupov.
Felix e Irina conseguiram ganhar um processo contra a Metro-Goldwyn-Mayer realizado em tribunais ingleses, onde acusavam o estúdio cinematográfico de invasão de privacidade e difamação em consequência do filme Rasputin and the Empress, estreado em 1932. A acusação não veio do facto de a personagem baseada em Felix Iusupov, Paul, ter assassinado Rasputine, mas sim da personagem Natasha, inspirada por Irina, ser retratada numa cena em que é violada pelo monge siberiano. O casal recebeu cerca de 25 mil libras por danos, uma enorme quantia para a altura.
Os Iusupov também processaram a CBS num tribunal de Nova Iorque em 1965 devido a um filme televisivo que retratava o assassinato de Rasputine. Felix reclamou que alguns dos eventos tinham sido impropriamente retratados e que os direitos comerciais dos Iusupov não tinham sido respeitados. O caso arrastou-se pelos tribunais americanos por vários anos e apenas foi dada a vitória aos Iusupov quando ambos já estavam mortos.
Durante o resto da sua vida, Felix foi assombrado pela morte de Rasputine e tinha vários pesadelos com essa recordação. Contudo, também se orgulhava do seu acto que lhe deu fama entre a comunidade russa de Paris. Morreu em Paris, no ano de 1967 e foi enterrado no Cemitério Russo de Saint-Geneviève-des-Bois.
O Palácio de Moika está agora aberto ao público, com uma montagem no quarto do assassinato que ilustra Felix a oferecer bolos envenenados ao monge enquanto os seus conspiradores esperam do lado de fora.